# Ali Coote
Alistair „Ali“ Coote (* 11. Juni 1998 in Bedford) ist ein schottischer Fußballspieler, der beim FC Brentford unter Vertrag steht.

## Karriere

### Verein
Ali Coote wurde im englischen Bedford geboren. Er wuchs jedoch im schottischen Newport-on-Tay auf und besuchte die St. John’s High School in Dundee. Seine Karriere begann er bei Tayport Thistle bevor er in die Dundee United Academy wechselte. Im Juni 2014 unterzeichnete er bereits seinen ersten Profivertrag bei den Tangerines. Am 18. April 2015 gab der damals 16-jährige Coote sein Profidebüt gegen den FC Aberdeen. Im weiteren Saisonverlauf wurde er in den Ligaspielen gegen Celtic Glasgow und im Dundee Derby gegen den FC Dundee von seinem Trainer Jackie McNamara eingewechselt. Im Januar 2016 wurde Coote zum schottischen Viertligisten FC East Fife verliehen. Mit zwei Toren in sechs Ligaspielen verhalf er den Fifers zum Aufstieg in die dritte Liga. Nach seiner Rückkehr gewann er mit United im Jahr 2017 den Challenge Cup im Finale gegen den FC St. Mirren.

### Nationalmannschaft
Ali Coote spielte im Zeitraum von 2012 bis 2015 innerhalb der schottischen Juniorennationalmannschaften der U-15, U-16 und U-17.

## Erfolge
mit dem FC East Fife:
- Schottischer Viertligameister: 2016

mit Dundee United:
- Challenge Cup: 2017